# 소나기 (아이오아이의 노래)
〈소나기〉는 걸그룹 아이오아이의 마지막 싱글로, 2017년 1월 18일에 발매되었다. 금방 내리다 그치는 소나기처럼 지금은 슬프지만 다시 만날 수 있을 것이라는 희망의 메시지가 담겨 있다.

## 곡 정보
- 편곡: 원영헌, 동네형, 야마아트

## 뮤직비디오
뮤직비디오는 11명의 멤버들이 PRODUCE 101에서부터 아이오아이 해체에 이르기까지 10개월 동안 활동했던 모습을 편집하여 만들었다. 이 곡을 위하여 영상을 새로이 찍지는 않았다.